# Miranda Cosgrove

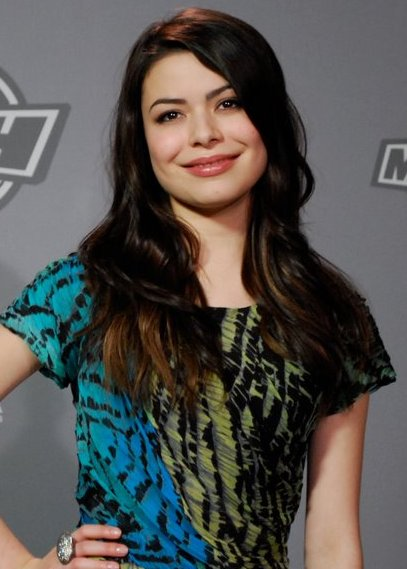
Miranda Cosgrove (2010)

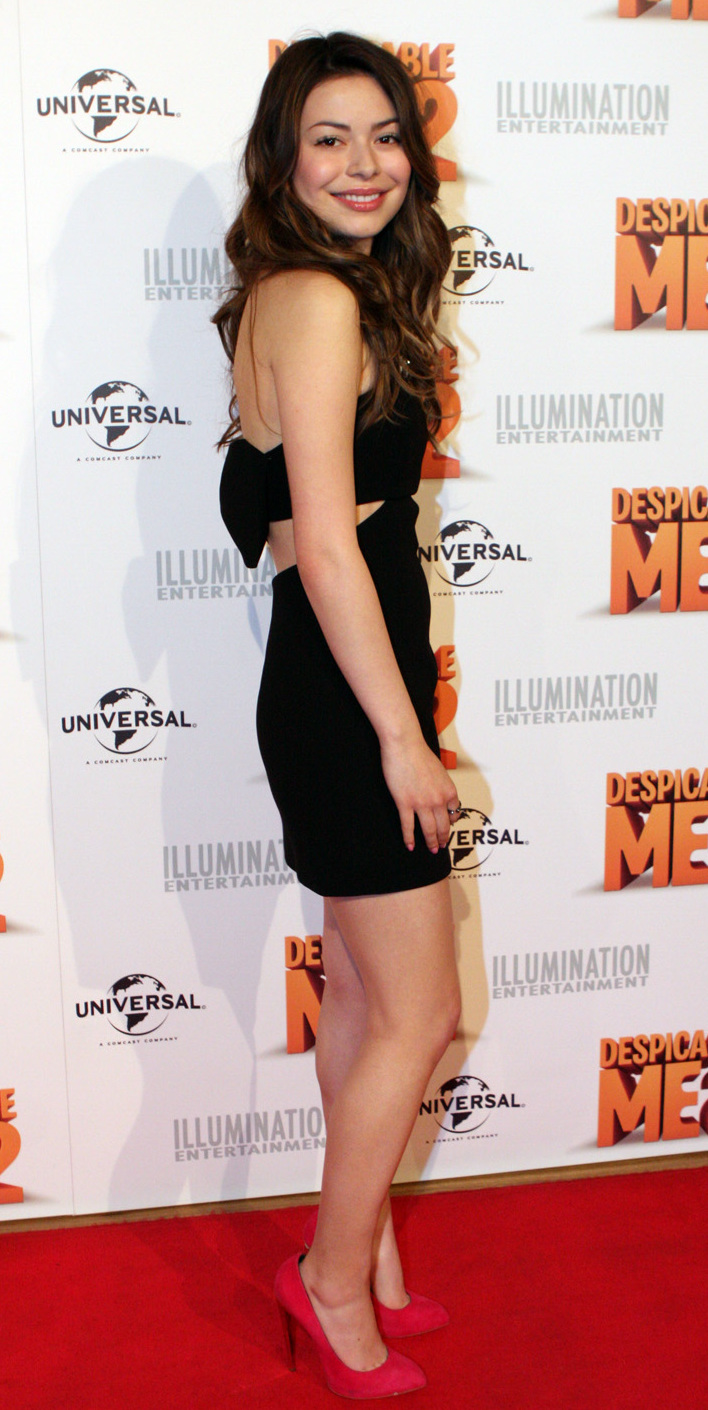
Miranda Cosgrove (2013)

Miranda Taylor Cosgrove (ur. 14 maja 1993 w Los Angeles) – amerykańska aktorka i piosenkarka, która grała m.in. w serialu Drake i Josh oraz licznych produkcjach z franczyz iCarly i Despicable Me.

## Życiorys

### Wczesne życie
Miranda Cosgrove urodziła się 14 maja 1993. Jej ojciec Tom jest właścicielem firmy sprzątającej, a jej  matka jest gospodynią domową. W wieku 3 lat została odkryta przez agenta, kiedy tańczyła i śpiewała wokół stolików w restauracji Taste Los Angeles. Agent podszedł do jej rodziców i zapytał, czy nie myśleli, aby posłać córkę na kilka castingów. Na początku kariery występowała w reklamach telewizyjnych McDonald’s i Mello Yello oraz zajmowała się modelingiem. Gdy miała 7 lat, oznajmiła rodzicom, że lubi to robić i chce się tym zajmować na stałe.

### Kariera aktorska
Jej pierwsza rola była rolą epizodyczną w serialu Tajemnice Smallville. Następnie zadebiutowała na wielkim ekranie w filmie muzycznym Szkoła Rocka, w którym zagrała u boku Jacka Blacka. W jednej ze scen w filmie Cosgrove musiała zaśpiewać fałszując. Przez pięć lat brała lekcję śpiewu. Pomiędzy przerwami w kręceniu miała 45-minutową lekcję z Jimem O’Rourkiem z Sonic Youth, który uczył ją fałszować. Po zakończeniu kręcenia Cosgrove zaczęła brać lekcję gry na gitarze.
Otrzymała swoją pierwszą główną rolę w serialu Drake i Josh. Grała Megan Parker, młodszą siostrę tytułowych bohaterów. Serial zadebiutował w Stanach Zjednoczonych 11 stycznia 2004. W czasie kręcenia serialu zaprzyjaźniła się z Danem Schneiderem. 
Podczas kręcenia ostatniej serii „Drake i Josh” Dan przyszedł do Mirandy i jej rodziców i zaczął opowiadać swoje pomysły na serial z Cosgrove w roli głównej. Mirandzie od razu spodobał się pomysł na serial o dziewczynie, która robi własny serial w internecie i zdobywa sławę. Serial ICarly zadebiutował na antenie 8 września 2007.
Wystąpiła gościnnie w serialach telewizyjnych. W serialu Nieidealna zagrała Cosmminę, w Uziemionych Jessicę, a w Zoey 101 Paige Howard.
Udzieliła swojego głosu w filmie Disneya Here Comes Peter Cottontail: The Movie, w odcinku specjalnym serialu Co nowego u Scooby’ego? oraz w dwóch odcinkach animowanego serialu komediowego Disney Channel, Lilo i Stich. Swoją drugą główną rolę filmową dostała w filmie komediowym Twoje, moje i nasze, w którym zagrała razem ze swoim kolegą Drakiem Bellem. W 2006 zagrała główną rolę w filmie The Wild Stallion. W tym samym roku zagrała również w filmie Moja Bar Micwa, w którym to wcieliła się w rolę drugoplanową Karen Sussman.

### Kariera muzyczna
Debiut Cosgrove jako piosenkarki rozpoczął się od nagrania piosenki czołówkowej serialu iCarly pt. „Leave it all to me”, którą nagrała razem z Drakiem Bellem. Piosenka została napisana przez Michaela Corcorana, członka zespołu Drake’a. Producenci serialu złożyli jej propozycję nagrania jeszcze trzech piosenek na „iCarly soundtrack” („Stay my baby”, „About you now”, „Headphones On”). Po sukcesie ścieżki dźwiękowej Cosgrove postanowiła wydać swoją pierwszą EP, na której znalazły się trzy piosenki z soundtracku iCarly i dwie nowe („FYI” i „Party Girl”). Płyta osiągnęła 47 miejsce na liście Hot 100 w styczniu 2009. W 2008 Cosgrove nagrała piosenkę „Christmas Wrapping” do filmu Merry Christmas Drake & Josh oraz piosenkę „Raining Sunshine” do filmu Klopsiki i inne zjawiska pogodowe, a także wydała teledysk do tej piosenki.
Od lipca 2008 Cosgrove planowała wydanie swojej debiutanckiej płyty. Jej pierwszy oficjalny singiel, którego jest autorką, to „Kissin' U”. Początkowo miała nazywać się „Sparks Fly”. Ta piosenka była największym osiągnięciem muzycznym Cosgrove. Swoją premierę miała 12 marca 2010, a wydana została 23 marca. Płyta z tą piosenką pt. „Sparks Fly” zajęła 8 miejsce na liście US Billboard 200 chart.
12 lutego 2010 Cosgrove stała się ambasadorką firmy kosmetycznej Neutrogena.
W styczniu 2011 Cosgrove ujawniła, że jej nowa EP będzie zatytułowana „High Maintenance”. Pierwszy singiel z tej EP „Dancing crazy” został napisany przez Maxa Martina, Shellbacka i Avril Lavigne i wyprodukowany przez Martina i Shellbacka. Po trzech tygodniach utwór zajął 40 miejsce na liście Billboard adult Pop songs.
24 stycznia 2012 została wydana ścieżka dźwiękowa do 5 i 6 sezonu serialu iCarly. Na płycie znalazła się piosenka Cosgrove „Dancing crazy”, piosenka „Shakespeare” w wersji akustycznej oraz dwie nowe „Million Dollars” i „All kinds of wrong”.

## Filmografia
| Rok       | Tytuł                                          | Rola                  | Uwagi                |
| --------- | ---------------------------------------------- | --------------------- | -------------------- |
| 2001      | Tajemnice Smallville                           | mała Lana Lang        | rola gościnna (głos) |
| 2003      | Szkoła rocka                                   | Summer Hathaway       | rola pierwszoplanowa |
| 2003      | Lilo i Stitch                                  | Sarah                 | głos                 |
| 2004      | Co nowego u Scooby’ego?                        | Miranda Wright        | głos                 |
| 2004–2008 | Drake i Josh                                   | Megan Parker          | główna rola          |
| 2004      | Uziemieni                                      | Jessica               | sezon 5, odcinek 5   |
| 2004      | Here Comes Peter Cottontail                    | Munch                 | głos                 |
| 2005      | Scooby Doo na tropie Mumii                     | Eva Von Butch         | głos                 |
| 2005      | Twoje, moje i nasze                            | Joni North            | rola pierwszoplanowa |
| 2006      | Moja Bar Micwa                                 | Karen Sussman         | rola drugoplanowa    |
| 2006      | Drake i Josh jadą do Hollywood                 | Megan Parker          | główna rola          |
| 2006      | The Wild Stallion                              | Hanna Mills           | główna rola          |
| 2007–2012 | iCarly                                         | Carlotta 'Carly' Shay | główna rola          |
| 2007      | Zoey 101                                       | Paige Howard          | sezon 3, odcinek 13  |
| 2007      | Nieidealna                                     | Cosmina               | sezon 3, odcinek 1   |
| 2007      | Drake i Josh Naprawdę duża krewetka            | Megan Parker          | główna rola          |
| 2008      | iCarly leci do Japonii                         | Carlotta 'Carly' Shay | główna rola          |
| 2008      | Wesołych świąt – Drake i Josh                  | Megan Parker          | główna rola          |
| 2009      | ICarly: iDate A Bad Boy                        | Carlotta 'Carly' Shay | główna rola          |
| 2009      | Żona idealna                                   | Sloan Burchfield      | gościnnie            |
| 2009      | ICarly: Walczę z Shelby Marx                   | Carlotta 'Carly' Shay | główna rola          |
| 2010      | Jak ukraść księżyc                             | Margo                 | głos, główna rola    |
| 2011      | iCarly: Przyjęcie z Victoria znaczy zwycięstwo | Carlotta 'Carly' Shay | główna rola          |
| 2013      | Minionki rozrabiają                            | Margo – głos          | główna rola          |
| 2015      | A Mouse Tale                                   | Samantha              | głos                 |
| 2015      | Mroczna tajemnica                              | Rose Halshford        |                      |
| 2016      | Crowded                                        | Shea Moore            | gł.rola; 13 odc.     |
| 2017      | Gru, Dru i Minionki                            | Margo                 | głos                 |
| 2019      | 3022                                           | Lisa Brown            |                      |
| 2021      | North Hollywood                                | Rachel                |                      |
| 2021      | iCarly                                         | Carly Shay            | gł. rola             |

## Dyskografia
1. 2007: „iCarly soundtrack”
2. 2008: „Cloudy with a Chance of Meatballs soundtrack”
3. 2008: „Merry christmas Drake and Josh soundtrack”
4. 2009: „About You Now”
5. 2010: „Sparks Fly”
6. 2011: „High Maintenance”
7. 2011: „Victorious soundtrack”